# Хапиловка
Хапи́ловка — малая река на востоке Москвы, крупнейший (по площади бассейна — 75 км²) приток Яузы. Образуется слиянием рек Сосенки и Серебрянки (место слияния находится к юго-востоку от 1-й Пугачёвской улицы). Протекает с востока на запад по южной окраине района Преображенское; на всём своём протяжении полностью заключена в подземный коллектор. Впадает в Яузу севернее Электрозаводского моста на Преображенской набережной, почти напротив Рубцовско-Дворцовой улицы. Длина от слияния истоков до устья составляет 2,8 км.

## Родственные названия
С названием реки Хапиловка также связаны:
- Промзона Хапиловка — официальное название промышленной зоны, образованной после ликвидации Хапиловских прудов; расположена на территории района Преображенский. Была намечена к сносу[5][6]. Постановление о сносе отменено в 2012 году[7].
- Хапиловка (исторический район) — существовал между рекой Хапиловкой и Ткацкой улицей. Неблагополучный район, считался одним из самых криминальных наравне с Хитровым рынком[8].
- Косвенно с Хапиловкой — через фамилию купца Хапилова[источник не указан 3255 дней] — связано имя бывшей Хапиловской улицы (ныне — Большая Почтовая улица) на противоположном (правом) берегу Яузы.
- Хапиловский проезд

## История названия

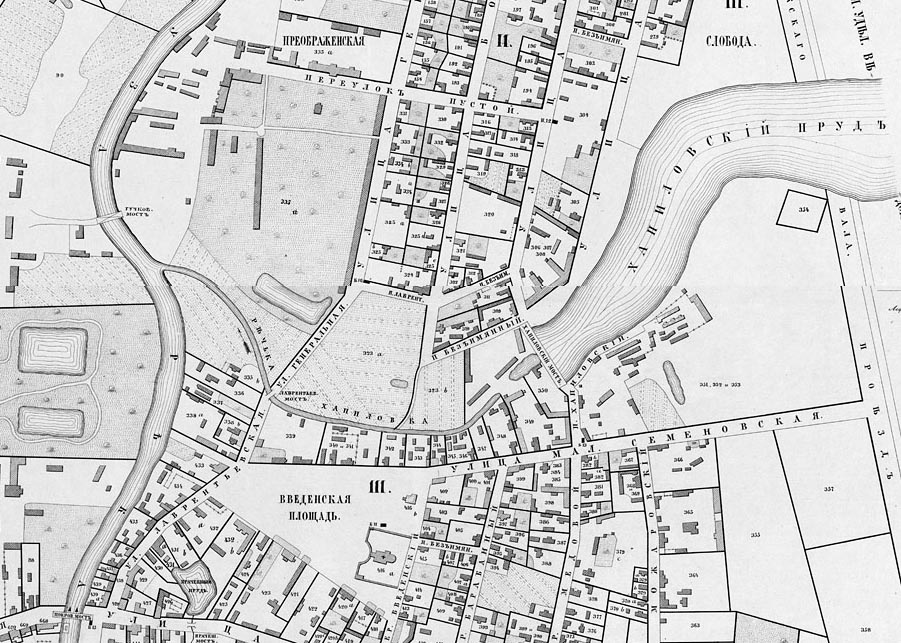
Нижнее течение Хапиловки на карте 1853 года. Русло Яузы впоследствии было спрямлено (перенесено к западу от показанного на карте)

По данным историка Александра Бугрова, самое раннее упоминание о Хапиловке относится к 1693 году (река разделяла тогда в нижнем течении земли сёл Семёновское и Преображенское). Нередко считается, что река обязана своим названием некоему мельнику по прозвищу Хапило, который владел стоявшей на реке мельницей и слыл колдуном; впрочем, по мнению Бугрова, образ этого мельника возник лишь как плод увлечения историков XIX века народными сказаниями.
В XVIII веке Хапиловка была запружена по всему её течению; наравне с Большим Хапиловским прудом, существовал меньший пруд на месте нынешней площади Журавлёва. В 1800 году по воле Павла I, повелевшего расчистить берега Яузы, этот пруд осушили, а на его месте возникла Введенская площадь (с 1929 г. — площадь Журавлёва).
Плотина, подпиравшая Большой Хапиловский пруд, была расположена по трассе нынешних Медового переулка и улицы Девятая Рота. Там же был последний в черте Москвы переезд через Хапиловку; по трассе Камер-Коллежского вала моста через пруд не было. В 1942 году пруд ещё существовал, его можно увидеть на немецкой аэрофотосъёмке. После его осушения Преображенский вал и Измайловский вал стали, по сути, одной улицей. В седловине, образуемой её рельефом, и протекает подземная Хапиловка; вдоль коллектора к Электрозаводу идет однопутная Электрозаводская железнодорожная ветка (построена в 1927).
В нижнем течении Хапиловки, в районе Малой Семёновской улицы, Преображенской слободы и площади Журавлёва, до сих пор сохраняется историческая застройка московских окраин конца XIX века. Память о Хапиловке сохраняется в топонимах:
- 2-я Хапиловская улица
- Хапиловский проезд